# عبد الوهاب أبو نقطة
عبد الوهاب بن عامر المتحمي الرفيدي العسيري، والذي اشتهر باسم عبد الوهاب أبو نقطة، من آل أبي نقطة. أمير عسير في عهد الدولة السعودية الأولى.

## نبذة
وفد إلى الدرعية مع أخيه محمد، وعاهدا قادتها على السمع والطاعة. فبعث الإمام عبد العزيز بن محمد معهما سرية بقيادة ربيع بن زيد الدوسري. وانتشرت دعوة الشيخ محمد في عسير. ولما توفي محمد أبو نقطة، أصبح عبد الوهاب أميراً لتلك المنطقة. واستطاع عبد الوهاب إخضاع القبائل المجاورة له. وكان شجاعاً، فدخل مدينة صبيا وافتتح ضمد بعد حرب بينه وبين الشريف حمود أبي مسمار عام 1217 هـ / 1803. وكان له دور كبير في إدخال الحجاز وجازان تحت الحكم السعودي. وقاد غزوات كثيرة، ضد خصوم الدولة السعودية. ودارت معركة حامية بينه وبين الشريف حمود عام 1224 هـ / 1810، في أطراف وادي بيش، في إقليم جازان. وانهزم فيها حمود. ولكن قُتل عبد الوهاب في المعركة عام 1224 هـ. وكان الأمير عبد الوهاب كريماً شجاعاً، مدحه بعض الشعراء.

## مقتله
قتُل في وادي بيش بعد معركة قادها ضد أمير المخلاف السليماني الشريف حمود آل خيرات وانتصر فيها جيش عسير لكن قتُل فيها ابونقطة على يد جيش امير المخلاف 